# Campionati europei di atletica leggera 1938 - 110 metri ostacoli
I 110 metri ostacoli maschili ai campionati europei di atletica leggera 1938 si sono svolti il 5 settembre 1938.

## Podio
| Oro     | Donald Finlay Gran Bretagna  |
| Argento | Håkan Lidman Svezia          |
| Bronzo  | Reindert Brasser Paesi Bassi |

## Risultati

### Semifinali
Passano alla finale i primi due atleti di ogni batteria (Q).

#### Semifinale 1
| Posizione | Nome               | Nazionalità   | Tempo | Note |
| --------- | ------------------ | ------------- | ----- | ---- |
| 1         | Donald Finlay      | Gran Bretagna | 14"4  | Q    |
| 2         | Reindert Brasser   | Paesi Bassi   | 14"6  | Q    |
| 3         | Svend Aage Thomsen | Danimarca     | 15"4  |      |
| 4         | Abel Elie          | Francia       | 16"0  |      |

#### Semifinale 2
| Posizione | Nome              | Nazionalità | Tempo | Note |
| --------- | ----------------- | ----------- | ----- | ---- |
| 1         | Håkan Lidman      | Svezia      | 14"8  | Q    |
| 2         | Werner Christen   | Svizzera    | 15"4  | Q    |
| 3         | Giorgio Oberweger | Italia      | 17"3  |      |
| 4         | Christos Mantikas | Grecia      | 18"0  |      |

#### Semifinale 3
| Posizione | Nome                  | Nazionalità   | Tempo | Note |
| --------- | --------------------- | ------------- | ----- | ---- |
| 1         | Karl Kumpmann         | Germania      | 14"8  | Q    |
| 2         | John Thornton         | Gran Bretagna | 14"8  | Q    |
| 3         | René Kunz             | Svizzera      | 15"2  |      |
| 4         | Jean-François Brisson | Francia       | 15"7  |      |

### Finale
| Pos.    | Nome             | Nazionalità   | Tempo | Note                                   |
| ------- | ---------------- | ------------- | ----- | -------------------------------------- |
| Oro     | Donald Finlay    | Gran Bretagna | 14"3  | Record europeo · Record dei campionati |
| Argento | Håkan Lidman     | Svezia        | 14"5  |                                        |
| Bronzo  | Reindert Brasser | Paesi Bassi   | 14"8  |                                        |
| 4       | John Thornton    | Gran Bretagna | 14"8  |                                        |
| 5       | Karl Kumpmann    | Germania      | 15"3  |                                        |
| 6       | Werner Christen  | Svizzera      | 15"4  |                                        |